# Gallo de mi galpón
Gallo de mi galpón es una película costumbrista y musical peruana de 1938 dirigida por Sigifredo Salas y protagonizada por Óscar Ortiz de Pinedo, Gloria Travesí y Jose Luis Romero.

## Argumento
En una hacienda algodonera de la costa norte del Perú, Miguel (Ortiz), el capataz, se enamora de Isabel (Travesí), una joven campesina. El propietario de la hacienda, Don Francisco (Romero), un patrón bondadoso, aprecia a Miguel pero también a Andrés, quien pretende a Isabel. Un día, Andrés trata de forzarla, pero es derrotado por Miguel. De ahí en adelante Andrés intentará eliminar a su rival, inculpándolo de un robo de dinero del patrón, pero la existencia de dos testigos de los hechos reivindicará el nombre del capataz.

## Reparto
El reparto de la película estaba constituido por los siguientes actores:
- Óscar Ortiz de Pinedo: Miguel
- Gloria Travesí: Isabel
- Jose Luis Romero: Don Francisco
- Jesús Vásquez: Jesusa
- Angelita Travesí: Voz de Jesusa
- Lilia Cobo: Marcelina
- Edmundo Moreau Becker: Silverio
- Abelardo Vásquez[5]
- Pepe Muñoz
- Esperanza Carrera
- Miguel Márquez
- Felipe Volpe
- Pablo Gianotti
- Julián Cobo
- Yola Danna
- Francisco Chamorro
- Don Lino Urquieta
- Alfredo Bao
- Flor del Valle
- Henrietté Pereira
- Olga Ansaldo
- Berta Ansaldo
- Feliciano Galdós

## Producción
Gallo de mi galpón fue la séptima película producida por Amauta Films y uno de sus mayores éxitos. Las escenas fueron grabadas en el distrito limeño de Surco. Por otro lado, el personaje que interpreta el actor peruano Pepe Muñoz es una de las primeras apariciones de un homosexual en la gran pantalla peruana.
La película se estrenó en varios cines de la capital peruana el 16 de junio de 1938.

### Música
La dirección musical estuvo encargada a Nibaldo Soto Carbajal. Los músicos que intervinieron en la película fueron Alicia Lizárraga, Pedro Espinel, Betty Aranda, Las Peruanitas, Dúo Delgado-Del Pomar, Joel Bejarano, Sexteto de laúdes Valderrama, Conjunto de Lima, Dúo Malony-Casaverde, y el coro de los estudios Amauta.
La canción más reconocida que aparece en la película es el famoso vals peruano «El plebeyo» de Felipe Pinglo Alva, interpretado por la cantante peruana Jesús Vásquez. Otras canciones que aparecen son:
- «Gallo de mi galpón»
- «Canción chacarera»
- «Recuerdos»
- «Qué tienen los ojos chinos»
- «Oración del labriego»
- «Celos míos»
- «Sueño un cariño»
- «Promesa de amor»
- «Vivir en la abundancia»
- «Para qué»